# Sistema Europeo de Información y Autorización de Viajes
El Sistema Europeo de Información y Autorización de Viajes (ETIAS) es un sistema electrónico de autorización planificado por la Unión Europea para visitantes exentos de visa que viajan al Espacio Schengen (incluidos los países de la AELC), así como a Chipre. Se planea que el costo del ETIAS sea de 7 € para los solicitantes de entre 18 y 70 años, y que tenga una validez de tres años o hasta la fecha de vencimiento del pasaporte, lo que ocurra primero. A November 2024, se planea que el ETIAS entre en vigor seis meses después del Sistema de Entrada/Salida de la UE, un sistema para registrar electrónicamente los cruces fronterizos de los viajeros, que estaba planeado para mayo de 2025.
Según la Comisión Europea, el ETIAS está diseñado para "identificar riesgos de seguridad, migración irregular o epidemias de alto impacto asociados con visitantes exentos de visa." No se trata de una visa, y no garantiza la entrada.
El ETIAS fue propuesto por primera vez por la Comisión Europea en 2016 y fue establecido formalmente por el Reglamento (UE) 2018/1240 del Parlamento Europeo y del Consejo Europeo el 12 de septiembre de 2018. Por diversas razones, incluidas las dificultades para integrar los sistemas nacionales de los diferentes Estados miembros en una base de datos central, la fecha de implementación se ha retrasado repetidamente desde enero de 2021.
El ETIAS es similar a otros sistemas electrónicos de autorización de viajes, como el Sistema Electrónico para la Autorización de Viaje (ESTA) de los Estados Unidos
y la Autorización Electrónica de Viaje (ETA) del Reino Unido.

## Sistemas similares
ETIAS será similar a otros sistemas electrónicos de autorización de viaje, como:
- Autoridad de Viaje Electrónica (ETA) en Australia
- Sistema Electrónico para la Autorización de Viajes (ESTA) en los Estados Unidos[13]
- Autorización de Viaje Electrónica (eTA) en Canadá
- Autoridad de Viaje Electrónica de Nueva Zelanda (NZeTA) en Nueva Zelanda
- Autorización Electrónica de Viaje para Corea (K-ETA) en Corea del Sur
- Autorización Electrónica de Viaje (ETA) en el Reino Unido

## Nacionalidades aplicables
ETIAS sería necesario para ingresar a 30 países europeos, incluyendo los 29 Estados miembros del Espacio Schengen, así como Chipre. Irlanda, que forma parte del Área de Viaje Común, es el único estado miembro de la Unión Europea que continúa teniendo su propia política de visas y no planea unirse al Área Schengen o requerir ETIAS.
Los visitantes que tengan doble nacionalidad de un país de la UE o del Espacio Schengen y de un país exento de visa (por ejemplo, Italia y Canadá) no necesitarán autorización de viaje ETIAS si poseen un documento de viaje del país de la UE o del Espacio Schengen.
A partir de su entrada en uso, se requerirá ETIAS a los nacionales de terceros países exentos de visa (Anexo II), excepto los microestados europeos de Andorra, Mónaco, San Marino y Ciudad del Vaticano. También se requerirá de los familiares de nacionales de la UE o del Espacio Schengen que no posean una tarjeta de residencia que indique ese estatus.
Sin embargo, no se requerirá ETIAS a los nacionales de estados miembros de la UE o del Espacio Schengen ni a sus familiares que posean tal tarjeta; de titulares de visas, permisos de residencia, permisos de tráfico fronterizo local o documentos de viaje para refugiados o apátridas emitidos por un país de la UE o del Espacio Schengen; de miembros de la tripulación; de titulares de pasaportes diplomáticos u oficiales; o de pasajeros en tránsito aeroportuario.
A 2023, los titulares de pasaportes ordinarios de los siguientes países y territorios, sin un documento de viaje de un país de la UE o del Espacio Schengen, cumplirían con los criterios de ETIAS:
- Albania
- Antigua y Barbuda
- Argentina
- Australia
- Bahamas
- Barbados
- Bosnia y Herzegovina
- Brasil
- Brunéi
- Canadá
- Chile
- Colombia
- Costa Rica
- Dominica
- El Salvador
- Georgia
- Granada
- Guatemala
- Honduras
- Hong Kong
- Israel
- Japón
- Kiribati
- Kosovo
- Macau
- Malasia
- Islas Marshall
- Maurisio
- México
- Estados Federados de Micronesia
- Moldavia
- Montenegro
- Nueva Zelanda
- Nicaragua
- Macedonia del Norte
- Palaos
- Panamá
- Paraguay
- Perú
- San Cristóbal y Nieves
- Santa Lucía
- San Vicente y las Granadinas
- Samoa
- Serbia
- Seychelles
- Singapur
- Islas Salomón
- Corea del Sur
- Taiwán
- Timor Oriental
- Tonga
- Trinidad y Tobago
- Tuvalu
- Ucrania
- Emiratos Árabes Unidos
- Reino Unido (Incluye cualquier tipo de nacionalidad).
- Estados Unidos
- Uruguay
- Venezuela

## Proceso de solicitud
Todos los futuros visitantes deberán completar una solicitud en línea, y aquellos de entre 18 y 70 años deberán pagar una tarifa de 7 €. Se estima que 1.400 millones de personas tendrán que presentar la solicitud. Se espera que el sistema procese la gran mayoría de las solicitudes de forma automática buscando en bases de datos electrónicas y proporcionando una respuesta inmediata; sin embargo, en algunos casos limitados, el proceso podría tardar hasta 30 días. Si se aprueba, la autorización será válida por tres años o hasta la fecha de vencimiento del documento de viaje, lo que ocurra primero.

## Cronología de introducción
Tras la entrada en vigor del ETIAS, comenzará un "período de transición" de al menos seis meses, durante el cual se aceptarán solicitudes, pero no será obligatorio tener un ETIAS para viajar. Posteriormente, habrá un "período de gracia" de al menos seis meses, en el que se requerirá un ETIAS, pero a quienes ingresen a la zona ETIAS por primera vez desde el inicio del período de transición se les permitirá entrar.

## ETIAS de validez limitada
Los viajeros a quienes se les haya denegado un ETIAS o esperen que su ETIAS no sea aceptado podrán solicitar un ETIAS de validez limitada si tienen "razones humanitarias u obligaciones importantes" para su viaje. Será válido solo para países especificados y por hasta 90 días.